# ماري بيري (كاتبة)
ماري بيري (بالإنجليزية: Mary Berry) هي كاتبة سير ذاتية وكاتِبة بريطانية، ولدت في 24 مارس 1935 في باث في المملكة المتحدة.

## وصلات خارجية
- الموقع الرسمي
- ماري بيري على موقع IMDb (الإنجليزية)
- ماري بيري على موقع قاعدة بيانات الفيلم (الإنجليزية)